# Straussiella purpurea
Straussiella purpurea là một loài thực vật có hoa trong họ Cải. Loài này được (Bunge) Hausskn. miêu tả khoa học đầu tiên năm 1898.